# Rhododendron 'Persil'
Sorten Persil er en meget anvendt Azalea-hybrid, der har rent hvide blomster med et stort, gult øje. Derfor er navnet lånt fra et af datidens mest kendte vaskepulvere. Persil hører til gruppen af Knap Hill-sorter, der alle stammer fra en engelsk planteskole og er formodentlig en Rhododendron luteumhybrid. 

## Beskrivelse
Blomsterstanden har 8-12 enkeltblomster, der hver er ca. 6 cm i diameter. Væksten er svag til middelkraftig og løst opret. Planten kan opnå en størrelse på ca 2,5m. højde og 1,5m. bredde (15 x 19 cm/år). Planten er som alle de rhododendron, man kalder azalier, løvfældende og bladene er lysegrønne men antager ofte gul-røde nuancer som høstfarve.
Blomsterne har middelkraftig duft.
Rodnettet, som er fint og trådtyndt. Planten er afhængig af afhængig af konstant fugtighed, men også let og uhindret ilttilgang til rødderne. Sorten danner symbiose med de såkaldte "ericoide" mycorrhizasvampe.

## Anvendelse
Busken er fuldt hårdfør under danske forhold. Den kan bruges i surbundsbede, hvor der er fuld sol eller halvskygge.